# 15 يونيو
- السبت
- الأحد
- الاثنين
- الثلاثاء
- الأربعاء
- الخميس
- الجمعة

- 314 ذو الحجة 1446  هـ
- 15 ذو الحجة 1446  هـ
- 26 ذو الحجة 1446  هـ
- 37 ذو الحجة 1446  هـ
- 48 ذو الحجة 1446  هـ
- 59 ذو الحجة 1446  هـ
- 610 ذو الحجة 1446  هـ
- 711 ذو الحجة 1446  هـ
- 812 ذو الحجة 1446  هـ
- 913 ذو الحجة 1446  هـ
- 1014 ذو الحجة 1446  هـ
- 1115 ذو الحجة 1446  هـ
- 1216 ذو الحجة 1446  هـ
- 1317 ذو الحجة 1446  هـ
- 1418 ذو الحجة 1446  هـ
- 1519 ذو الحجة 1446  هـ
- 1620 ذو الحجة 1446  هـ
- 1721 ذو الحجة 1446  هـ
- 1822 ذو الحجة 1446  هـ
- 1923 ذو الحجة 1446  هـ
- 2024 ذو الحجة 1446  هـ
- 2125 ذو الحجة 1446  هـ
- 2226 ذو الحجة 1446  هـ
- 2327 ذو الحجة 1446  هـ
- 2428 ذو الحجة 1446  هـ
- 2529 ذو الحجة 1446  هـ
- 261 محرم 1447  هـ
- 272 محرم 1447  هـ
- 283 محرم 1447  هـ
- 294 محرم 1447  هـ
- 305 محرم 1447  هـ
- 16 محرم 1447  هـ
- 27 محرم 1447  هـ
- 38 محرم 1447  هـ
- 49 محرم 1447  هـ

15 يونيو أو 15 حُزيران أو 15 يونيه أو يوم 15 \ 6 (اليوم الخامس عشر من الشهر السادس) هو اليوم السادس والستون بعد المئة (166) من السنوات البسيطة، أو اليوم السابع والستون بعد المئة (167) من السنوات الكبيسة وفقًا للتقويم الميلادي الغربي (الغريغوري). يبقى بعده 199 يوما لانتهاء السنة.

## أحداث
- 1389 - وقوع معركة قوصوة التي انتصر فيها السلطان العثماني مراد الأول على الجيش الصربي والتي مكنت العثمانيين من السيطرة على البلقان.
- 1775 - «الكونغرس القاري» في أمريكا يقرر تعيين الجنرال جورج واشنطن قائدًا عامًا للجيش الأمريكي الجديد.
- 1805 - بدء الحملة البريطانية الأولى على القواسم في الخليج العربي.
- 1831 - انتشار وباء الطاعون في الكويت الذي ذهب ضحيته الآلاف من الكويتيين.
- 1904 - نشوب معركة البكيرية بين عبد العزيز آل سعود أمير نجد وأمير حائل عبد العزيز المتعب الرشيد انتهت بانتصار ابن سعود.
- 1918 - نهاية الحرب الأهلية في فنلندا.
- 1923 - رئيس الاتحاد السوري صبحي بركات يصدر مرسوماً بتأسيس الجامعة السورية في دمشق، والمؤلفة من معهد الحقوق ومدرسة الطب والمجمع العلمي العربي ودار الآثار العربية.
- 1940 - عرض الجوارب النايلون لأول مرة في الأسواق الأمريكية.
- 1946 - فريق الملائكة الزرق يقدم أول استعراض جوي له في جاكسونفيل بفلوريدا.
- 1957 - المملكة المتحدة تفجر أول قنبلة هيدروجينية لها.
- 1991 - انفجار بركاني قوي في جبل بيناتوبو في الفلبين يقتل حوالي 800 شخص، وهو ثاني أقوى انفجار بركاني في القرن 20.
- 1996 - انفجار إرهابي في مدينة مانشستر يؤدي إلى جرح أكثر من مئتي مدني ويدمر جزءً كبيرًا من وسط المدينة.
- 2013 - أعلن الرئيس المصري محمد مرسي قطع العلاقات مع سوريا وإغلاق سفارتها في مصر، وسحب القائم بالأعمال المصري من دمشق. كما دعا إلى فرض منطقة حظر جوي فوق سوريا ولوّح بتدخل الجيش المصري في سوريا.
- 2014 - الجيش السوري يستعيد السيطرة على بلدة كسب والمعبر الحدودي القريب منها وذلك بعد حوالي 3 أشهر من سيطرة مقاتلي المعارضة عليها.

## مواليد
- 1479 - ليزا ديل جوكوندو، صاحبة لوحة موناليزا.
- 1882 - يون أنتونيسكو، رئيس وزراء رومانيا.
- 1902 - إريك إريكسون، عالم أمريكي في علم النفس التطوري.
- 1910 - سليمان فرنجية، رئيس الجمهورية اللبنانية.
- 1915 - توماس ولر، عالم أمريكي في علم الفيروسات حاصل على جائزة نوبل في الطب عام 1954.
- 1916 - هيربرت سيمون، اقتصادي أمريكي حاصل على جائزة نوبل في العلوم الاقتصادية عام 1978.
- 1917 - جون فين، عالم كيمياء أمريكي حاصل على جائزة نوبل في الكيمياء عام 2002.
- 1921 - غافرييل إليزاروف، جراح عظام روسي.
- 1924 - عيزر فايتسمان، رئيس إسرائيل.
- 1933 -
  - سيرجو إندريغو، مغني إيطالي.
  - محمد علي رجائي، رئيس الجمهورية الإسلامية الإيرانية الثاني.
- 1934 - أحمد عبد الوهاب، مؤلف وكاتب سيناريو مصري.
- 1946 - ديميس روسوس، مغني يوناني.
- 1950 - لاكشمي ميتال، ملياردير هندي.
- 1954 - جيمس بيلوشي، ممثل أمريكي.
- 1961 - هالة صدقي، ممثلة مصرية.
- 1963 - هيلين هنت، ممثلة أمريكية.
- 1964 -
  - كورتني كوكس، ممثلة أمريكية.
  - مايكل لاودروب، لاعب ومدرب كرة قدم دنماركي.
- 1965 - كريم ماسيموف، سياسي ورئيسُ وزراءٍ كازاخيٍّ.
- 1967 - يوجي أيدا، ممثل أداء صوتي ياباني.
- 1969 -
  - آيس كيوب، ممثل أمريكي.
  - أوليفر كان، حارس مرمى كرة قدم ألماني.
  - سيدريك بيولين، لاعب كرة مضرب فرنسي.
- 1972 - ماركوس هاهنيمان، لاعب كرة قدم أمريكي.
- 1973 -
  - خالد المريخي، شاعر سعودي.
  - محمد الحسيان، منشد كويتي.
- 1981 - جون بنتسيل، لاعب كرة قدم غاني.
- 1983 - جوليا فيشر، عازفة كمان ألمانية.
- 1984 - ياسمين جمال، ممثلة مصرية.
- 1989 - باسل الحاج، يوتيوبر ومدون طعام أردني.
- 1992 - محمد صلاح، لاعب كرة قدم مصري.
- 2002 - ضاري الرشدان، ممثل مسرحي وتلفزيوني كويتي

## وفيات
- 1381 - وات تايلر، متمرد إنجليزي.
- 1389 - السلطان مراد الأول، سلطان عثماني.
- 1849 - جيمس بولك، رئيس الولايات المتحدة الحادي عشر.
- 1888 - فريدرش الثالث، قيصر ألمانيا.
- 1889 - ميهاي إمينسكو، كاتب وشاعر روماني.
- 1902 - عبد الرحمن الكواكبي، مفكر قومي عربي وصحافي سوري.
- 1934 - ألفريد برونياو، موسيقي فرنسي.
- 1934 - محمد لطفي جمعة، كاتب وناشط سياسي مصري.
- 1971 - وندل ستانلي، عالم كيمياء أمريكي حاصل على جائزة نوبل في الكيمياء عام 1946.
- 1991 -
  - الشيخ عبد الله المبارك الصباح، نائب حاكم الكويت من عام 1950 حتى عام 1961.
  - آرثر لويس، اقتصادي بريطاني حاصل على جائزة نوبل في العلوم الاقتصادية عام 1979.
- 1996 - إلا فيتزجيرالد، مغنية أمريكية.
- 2003 - إلهام حسين، ممثلة مصرية.
- 2008 - بهنام الصائغ، طبيب وجراح وأكاديمي عراقي.
- 2009 - النبوي إسماعيل، وزير داخلية مصر.
- 2014 - فتحية العسال، كاتبة مصرية.
- 2015 - زيتو، لاعب كرة قدم برازيلي.

## أعياد ومناسبات
- عيد الصحافة العراقية في العراق.
- عيد العلم في الدنمارك.

## وصلات خارجية
- وكالة الأنباء القطريَّة: حدث في مثل هذا اليوم.
- النيويورك تايمز: حدث في مثل هذا اليوم.
- BBC: حدث في مثل هذا اليوم.